# Адамув (Лукувский повет)
Адамув — деревня в Польше, находящаяся в Люблинском воеводстве, Лукувском повете. Центр гмины Адамув. Находиться в 6 километрах от дороги воеводского значения № 808 «Лукув—Коцк».
До 1954 года находилась в гмине Гулюв, центром которой являлась. В 1975—1998 годах административно принадлежала седлецкому воеводству. Историческим местоположением считается Стежицкая земля, Сандомирского воеводства, Малая Польша.
Рядом с деревней протекает речка Мотвица, небольшой приток Вислы.
Деревня является местом расположения римско-католического прихода Воздвижения Св. Креста, относящегося к люблинской провинции, седлецкой епархии, деканата Адамув.

## История
Город основан первоначально под названием Ядаромин, на основании грамоты, выданной в 1539 году королём Сигизмундом I Старым. В 1543 переименован в Ядамов. Владельцы поселения, братья Адам и Иероним Русецкие, обратились в 1545 году с просьбой об образовании прихода. В 1569 году в городе было 415 жителей, а уже в 1576—700. В 1617 году переименован в Адамов. В XIX веке население уже составляло 1 тысячу человек, живших в 90 домах. В последующих годах принадлежало Чарторыжским и Фирлеям. В конце XVIII — начале XIX веков построен новый барокко-классический костёл, существующий до сих пор.
После поражения Январского восстания, в 1869 году Адамув потерял права города и был включён в состав гмины Гулюв. В 1873 году принято решение об открытии школы, а несколько лет спустя центр гмины возвращён в Адамув. В 1915 году деревня была занята немецкими и австро-венгерскими войсками. В октябре 1939 года деревня находилась в зоне Коцкого сражения. В результате пожара в 1943 году, сгорел центр деревни. В годы оккупации в районе деревни действовали различные партизанские отряды. Деревня была освобождена Красной Армией в 1944 году.

## История евреев Адамува
Самое первое упоминание о живущих в Адамуве евреях, относиться к 1827 году. В это время тут уже жило около ста человек, исповедовавших иудаизм, что составляло около 18 % всех жителей города.
Адамувские евреи подчинялись кагалу в Коцке, хотя по большей части город имел близкие связи с Лукувом. Под конец XIX века еврейская община, насчитывающая порядка 500 человек, и имевшая синагогу и кладбище, могла уже думать и о кагальной автономии. Здание синагоги было разрушено немцами во время оккупации и от неё не осталось ни следа.
Община быстро развивалась, как экономически, так и демографически, и уже к 20-м годам XX века евреи составляли примерно треть населения деревни. Рядом с синагогой и кладбищем, под надзором общины, действовали ритуальная бойня скота и миква. В 1928—1930 годах функции главного раввина общины выполнял р. Й.Гринвальд. Также община содержала одного учителя, преподающего в Талмуд-Торе для мальчиков из религиозных семей. Особой популярностью пользовались среди евреев Адамува Сионистская организация (отделение которой было в деревне) и сионистско-ортодоксальная партия «Мизрахи».

### Гетто в Адамуве
К началу войны в Адамуве жило 650 евреев. В сентябре 1940 года евреи Адамува и близлежащих сёл, а также группа евреев из Насельска, были заперты в гетто. В ноябре 1940 была первая экзекуция, во время которой на территории еврейского кладбища было расстреляно 40 евреев.
К 1942 году в нём насчитывалось более 2 тысяч человек. Акция по ликвидации гетто, была проведена гестапо 4 октября 1942 года. Примерно триста человек, в основном старые и больные, были расстреляны на месте, на окраине деревни, на лугу восточнее костёла. Тела жертв были захоронены на поле, примерно в 500 метрах от места экзекуции, в направлении на деревню Глинне. Оставшиеся 1724 еврея были переведены в гетто в Лукуве, а затем, 26-27 октября и 7-11 ноября, вместе с евреями из Лукува, Коцка, Войцешкова, Станина и др. окрестных гетто, отправлены в лагерь смерти в Треблинке.
Несколько человек сумели сбежать в лес. Небольшое число евреев, которые были оставлены в рабочем лагере, были ликвидированы в августе 1943 года.
Перед началом ликвидации гетто группа мужчин сумела сбежать в лес, где вела партизанскую войну с немцами и местными польскими властями, помогавшими в организации депортации евреев. Во главе группы из 40 вооружённых еврейских партизан, действовавших в районах Щальбы и Кживды, стоял Моше Майорек.

## Достопримечательности
- Костёл Воздвижения Св. Креста — каменный псевдобарокковый костёл, строительство которого начал ксёндз Ян Езерский в 1796 году, в сотрудничестве с каменицким епископом Адамом Красинским, а закончил в 1858 году Людвиг Красинский. Костёл был освящён в 1860 году епископом Беньямином Шиманским[7].
- Старое еврейское кладбище — Находится на дороге к Войцешкову. Открыт в 1925 году[8]. Во время войны и вскоре после освобождения было полностью ликвидировано. В 2001 году, по инициативе Рувима Розенберга, территория бывшего кладбища была приведена в порядок и огорожена. Также был поставлен памятник жертвам Холокоста в Адамуве. Через несколько лет после этого на кладбище установлена мацева, в память об умершем в 2005 году Рувиме Розенберге.

## Образование
В Адамуве имеются:
- Публичная начальная школа им. Генрика Сенкевича;
- Гимназия и школьный комплекс им. генерала Францишека Каминского, включающий в себя Общеобразовательный лицей им. Батальонов Хлопских, Профильный лицей и Производственно-техническую школу.

## Спорт
В деревне есть футбольный клуб «Сокол» пол. LKS Sokół Adamów, выступающий в окружной лиге округа Бяла-Подляска. Команда была создана в 1949 году. Цвета клуба — зелёно-жёлто-красные.
Также есть команда по настольному теннису, выступающая в северной подгруппе IV лиги.